# دوم كوستا
دوم كوستا هو سياسي أمريكي، ولد في 1951 في بيتسبرغ في الولايات المتحدة. نشط حزبياً في الحزب الديمقراطي. وقد انتخب عضو مجلس نواب بنسيلفانيا ‏.